# Melaloncha individa
Melaloncha individa är en tvåvingeart som beskrevs av Brown 2004. Melaloncha individa ingår i släktet Melaloncha och familjen puckelflugor. Inga underarter finns listade i Catalogue of Life.